# Odile Tobner
 (janvier 2020).
Si vous disposez d'ouvrages ou d'articles de référence ou si vous connaissez des sites web de qualité traitant du thème abordé ici, merci de compléter l'article en donnant les références utiles à sa vérifiabilité et en les liant à la section « Notes et références ».
Odile Tobner est une universitaire et militante associative française. Elle est la veuve d'Alexandre Biyidi Awala, alias Mongo Beti (1932-2001).

## Biographie
Professeure agrégée de lettres classiques en 1970, épouse de Mongo Beti et mère de famille, elle obtient en 1976 un doctorat de littérature française (XVIIe siècle, Blaise Pascal).
Odile Tobner est chargée de cours en littérature française du XVIIe siècle, à l'université de Rouen, de 1978 à 1984. Avec Mongo Beti, elle crée en 1978 la revue Peuples noirs peuples africains qui paraît jusqu’en 1991 et publie en 1989 un Dictionnaire de la négritude.
Depuis 1994, elle dirige la librairie des Peuples Noirs fondée avec le regretté Mongo Betti à Yaoundé au Cameroun. 
Elle est élue le 17 septembre 2005, présidente de Survie France, succédant à François-Xavier Verschave, mort en juin 2005.

## Œuvres
- Articles dans la revue Peuples noirs peuples africains sous le nom de Odile Tobner.
- Collaboration au Dictionnaire des Littératures de langue française de J.P de Beaumarchais, D. Couty, A. Rey (Bordas 1984) rédaction de notices sur des auteurs du XVIIe siècle et responsabilité de l’ensemble Littérature d’Afrique Noire et des Caraïbes.
- Volume XVIIe siècle dans la collection Histoire de la littérature française, Bordas ULB, 1986, rééd. Bordas 1988, Larousse 2000.
- Coauteur avec Mongo Beti du Dictionnaire de la négritude, L’Harmattan, 1989.
- Coauteur, avec Boubacar Boris Diop et François-Xavier Verschave de Négrophobie, Les Arènes, 2005.
- Du racisme français, quatre siècles de négrophobie Éditions Les Arènes, novembre 2007.
- Billets d'Afrique et d'ailleurs, lettre mensuelle de l'association Survie, directrice de la publication depuis septembre 2005.
- Entretien accordé à Radio Univers